# Julian Marley

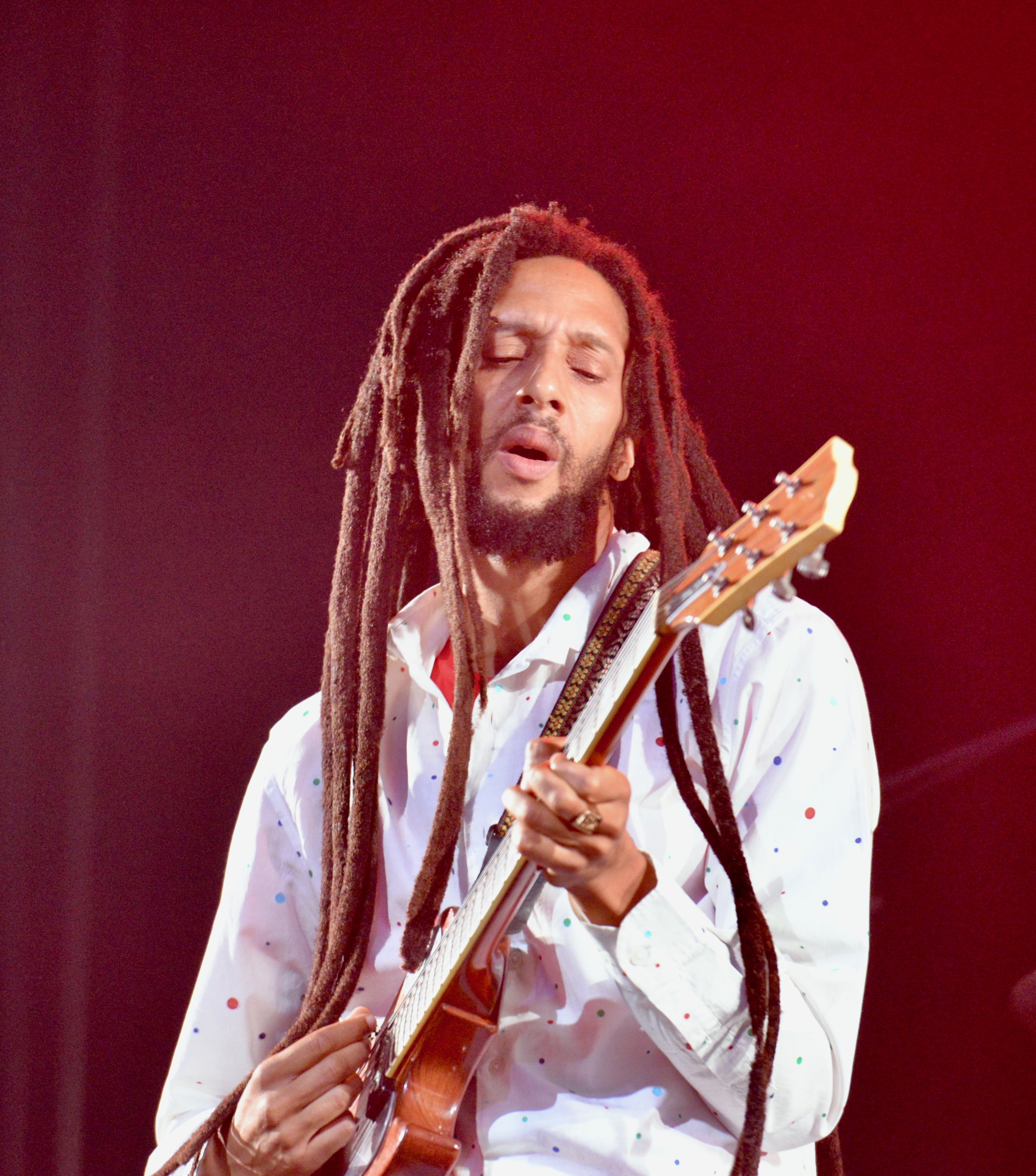
Julian Marley op Sfinks festival 29 juli 2018

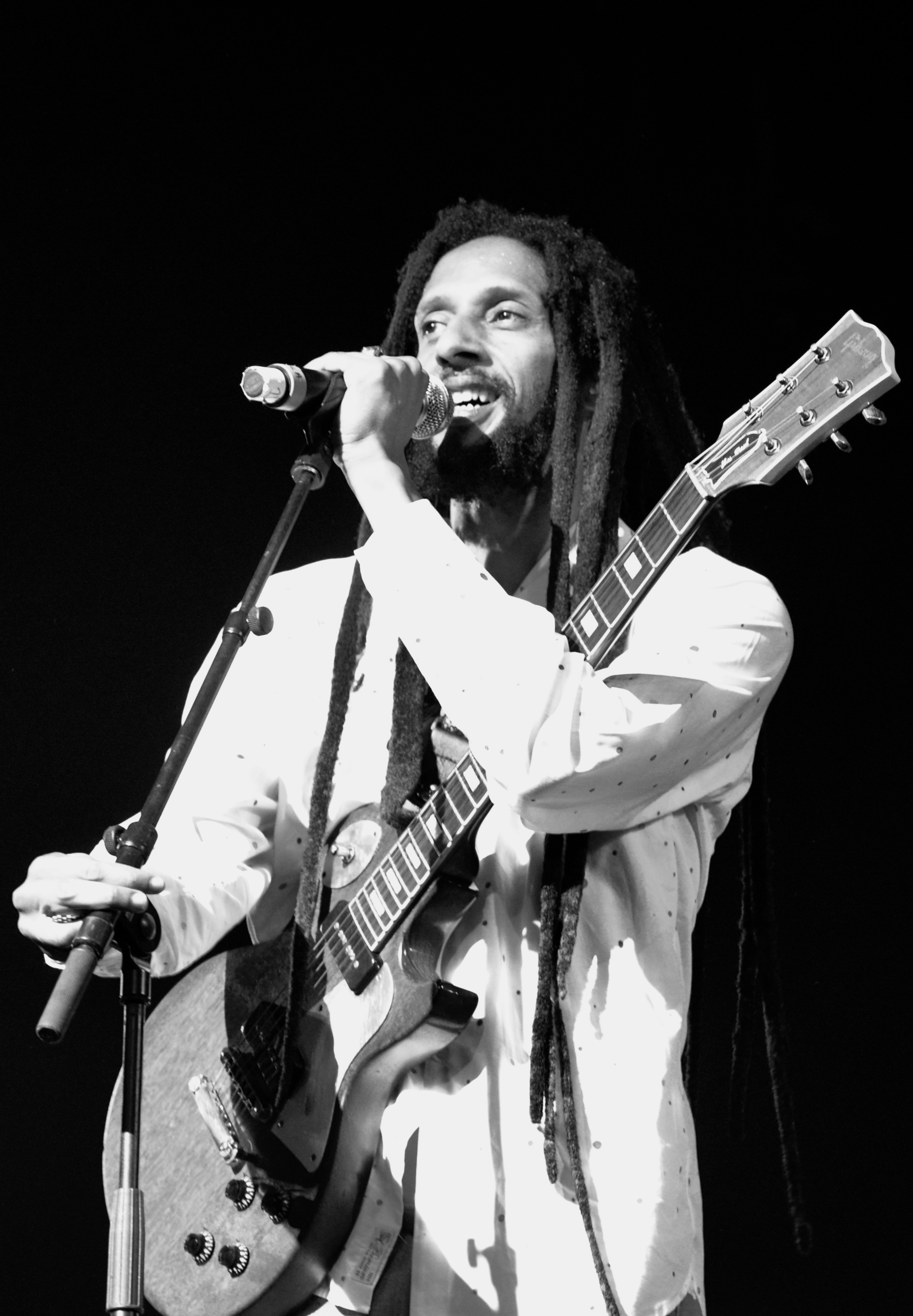
Julian Marley op Sfinks festival 29 juli 2018

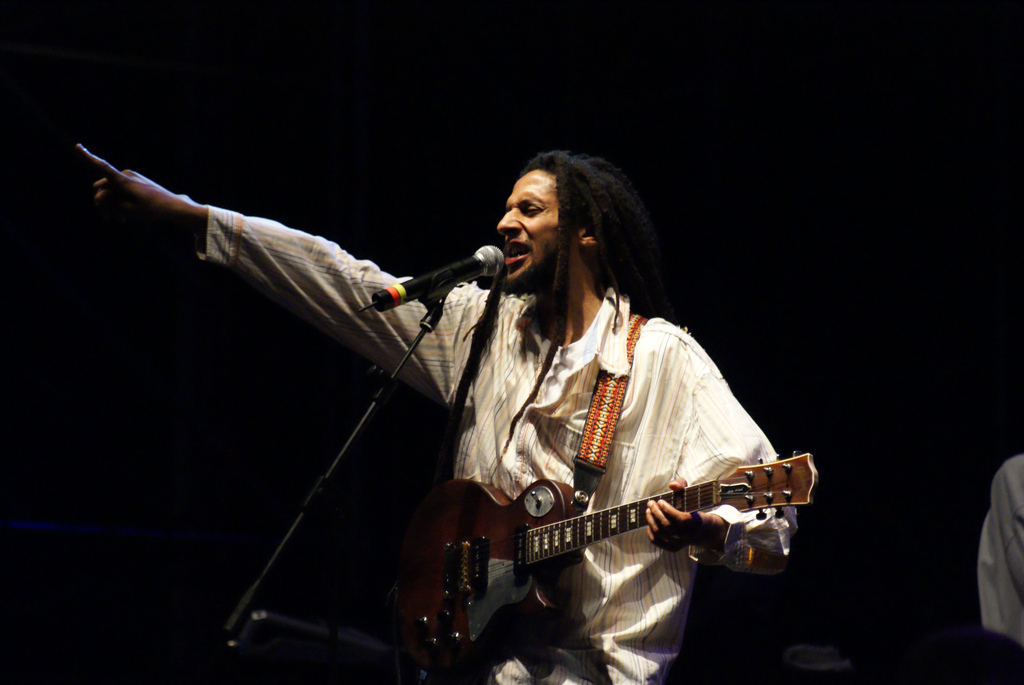
Julian Marley

Julian Ricardo Marley (Londen, 4 juni 1975) is een reggaemuzikant. Hij is een zoon van Bob Marley.

## Biografie
Julian Marley speelt veel samen met zijn broers Damian Marley, Stephen Marley en Ziggy Marley. Toen hij op school zat bleek hij heel goed te zijn in het verzinnen van verhalen; een teken van creatief talent, waardoor hij later in samenhang met de liefde voor muziek songwriter werd. Hij heeft ook wel teksten geschreven, onder andere voor zijn broer Ziggy Marley. Julian is al vanaf zijn vijfde levensjaar bezig met muziek; hij leerde zichzelf de bas, keyboard en drums te bespelen.
Hij verhuisde in 1992 vanuit Engeland naar Jamaica waar hij met Aston "Family Man" Barret, Earl "Wire" Lindo, Tyrone Downie en Earl "Chinna" Smith en Carlton Barret werkte, grote namen in de reggae en wereldberoemd als leden van Wailers Band.
Tijdens zijn puberteit werd hij zeer geraakt door het overlijden van de vermoorde reggae-veteraan Carlton Barrett, voormalig drummer van The Wailers. Hij schreef twee niet uitgebrachte songs Uprising en What They Did Wrong als reactie op de moord. Ongeveer in dezelfde tijd vormde hij een bandje The Uprising genaamd, waarmee hij samen het debuutalbum Lion In The Morning uitbracht.
Hij heeft vier albums uitgebracht, de eerste uitgebracht in 1996: Lion In The Morning in samenwerking met Ghetto Youths International  en de andere uit 2003: A Time and Place. Zijn succesvolste album Awake uit 2009 was goed voor een reggae-Grammy Award in 2010 tijdens de jaarlijkse uitreikingen. Zijn laatste album "As I Am" is uitgebracht in 2019

## Discografie
- Lion in the Morning (1996)
- A Time and Place (2003)
- Awake (2009)

- Gemeinsame Normdatei: 135347386
- International Standard Name Identifier: 0000 0000 5552 0119
- Library of Congress Control Number: no2003121003
- MusicBrainz: 624308cc-bb92-4fce-8b62-c47830d24cef
- Nationale Bibliotheek van Tsjechië: xx0201833
- Virtual International Authority File: 407149294368080522359